# GC-3
Die GC-3, auch Circunvalación de Las Palmas de Gran Canaria (Umgehungsstraße von Las Palmas de Gran Canaria) genannt, ist eine Fernstraße auf der spanischen Insel Gran Canaria. Sie verbindet auf einer Länge von 13 km die beiden Fernstraßen GC-1 (Autopista del Sur de Gran Canaria) und GC-2 (Autovía del Norte de Gran Canaria) miteinander. Gut die Hälfte des Nord-Süd-Verkehrs auf der Insel wird heutzutage von der GC-3 aufgenommen, womit sie die Avenida Marítima und den Túnel del Ingeniero Julio Luengo wesentlich entlastet.

## Besonderheiten des Baus und der Streckenführung
Mehr als die Hälfte der 13 km langen Strecke führt über Brücken oder durch Tunnel. Infolgedessen beliefen sich die Gesamtkosten der Autobahn auf 228 Millionen Euro, die im Wesentlichen vom europäischen „FEDER“-Fonds aufgebracht wurden.
Der Bau wurde 1997 begonnen und lässt sich in fünf Phasen einteilen:
1. Phase (1998–2001): Abschnitt Tamaraceite–Siete Palmas
2. Phase (2000–2003): Abschnitt Siete Palmas–Tafira Baja, sowie der Abschnitt Tafira Baja–San Cristóbal der GC-31
3. Phase (2000–2003): Abschnitt Tafira Baja–Anschluss GC-1
4. Phase (2007–2016): Tamaraceite–Arucas
5. Phase (unbekannt): Arucas–Anschluss GC-2
Der maximale Höhenunterschied auf der Strecke beträgt 300 Meter (tiefster Punkt bei 30 m, höchste Erhebung bei 330 m).